# G・ウィロー・ウィルソン
グウェンドリン・ウィロー・ウィルソン（Gwendolyn Willow Wilson、1982年8月31日 - ）は、アメリカの小説家、グラフィックノベル・ライター、エッセイスト、ジャーナリスト。小説家としての代表作に『無限の書』、グラフィックノベル・ライターとしての代表作に『Ms. マーベル』シリーズがある。

## 経歴
1982年、ニュージャージー州モリス郡生まれ。 両親は無神論者だった。10歳のころに『X-メン』に出会い、コミックに耽溺する。 ボストン大学で歴史学を学び、在学中に仏教、ユダヤ教、キリスト教、イスラム教を研究しはじめる。
2003年にイスラム教に改宗後、カイロに渡航。英語教師を務めながら、ジャーナリストとして活動する。2010年にはこのエジプト時代の回想録The Buttefly Mosqueを出版している。また、現地で出会ったエジプト人の物理学教師と婚約し、のちに一緒にアメリカに帰国した。
2007年、グラフィックノベルライターとしての初作品Cairoを刊行。2008年にAirシリーズを刊行開始。
2012年、小説家デビュー作となる長編『無限の書』を刊行。同書は翌年の世界幻想文学大賞を受賞した。
2014年からは『Ms. マーベル』シリーズのグラフィックノベル・ライターを務めている。同書はマーベルコミック史上初めて、ムスリムの女子高校生を主人公としている。

## 主な作品

### 小説
- 『無限の書』Alif the Unseen, 2012（鍛治靖子訳、創元海外SF叢書、2017年）

### グラフィックノベル
- Cairo (2007)
- Air (2008-2010)

- 『Ms. マーベル』Ms. Marvel (2014-)
- X-Men vol. 4 #23–26 (2015)

## 主な受賞歴
- 『無限の書』
  - 2012年 中東文学賞YA部門 受賞（Middle East Book Award - Youth Literature）[11]
  - 2013年 太平洋岸北西部書店協会賞 受賞（Pacific Northwest Booksellers Association Award）[12]
  - 2013年 世界幻想文学大賞 長編部門 受賞[13]
- 『ミズ・マーベル』
  - 2015年 ヒューゴー賞グラフィックストーリー部門 受賞[14]
  - 2016年 ドウェイン・マクダフィー賞 受賞（Dwayne McDuffie Award for Diversity）[15]